# Georg Conrad Walther
Georg Conrad Walther (* 3. August 1710 in Nürnberg; † 29. Januar 1778 in Dresden) war ein deutscher Verleger und Inhaber der Waltherschen Hofbuchhandlung in Dresden.

## Leben und Wirken
Im Jahre 1672 begründete Christoph Heckel, alias Hekel, 1644 in Gera geboren, am Altmarkt zu Dresden eine Buchhandlung. Nach mannigfachen Streitigkeiten mit den bereits bestehenden übrigen vier Buchhandlungen, die ihm die kurfürstliche Konzession nicht gönnen wollten, starb Christoph Heckel am 26. Juni 1717 und sein Sohn Friedrich Heckel übernahm die Handlung. Derselbe wurde im Jahre 1725 zum Hofbuchlieferant ernannt. Im Jahr 1732 nahm er als Gehilfen den aus Nürnberg stammenden Georg Conrad Walther auf. Dieser war zu dieser Zeit Mitarbeiter des Hamburger Verlegers Christian Wilhelm Brand, nahm aber noch im gleichen Jahr das Angebot einer Anstellung beim Dresdner Buchhändler Friedrich Hekel an, dessen Teilhaber er 1735 wurde. Am 2. Januar 1738 ernannte ihn Kurfürst August II. zum Hofbuchhändler. Am Altmarkt gründete er 1739 eine eigene Buchhandlung, die allerdings nicht "privilegiert" war. Der Rat und die vier privilegierten Buchhändler der Stadt machten ihm das Leben schwer, doch seine äußerst guten Beziehungen zum Dresdner Hof, insbesondere zum Graf Heinrich von Brühl, schützten ihn vor den Anfeindungen.
Am 26. Januar 1740 ersteigerte Walthers Schwiegervater Salomon Hesse, die in Konkurs geratene Sauereßigsche Buchhandlung von Raphael Christian Sauereßig für 3010 Thaler, und überließ dieses Geschäft seinem Schwiegersohn, der es mit der alten Firma vereinigte. Dadurch erlangte er eine Konzession für sein Unternehmen und gleichzeitig auch das Bürgerrecht. Das Jahr 1740 gilt daher als das Gründungsjahr der bis ins 20. Jahrhundert hinein bestehenden Verlagsbuchhandlung. Eine wichtige Rolle im Leben Walthers spielte Francesco Algarotti. Walther überzeugte Algarotti den Philosophen und Schriftsteller ihn mit einer autorisierten Gesamtausgabe seiner Werke zu beauftragen. Während seines Aufenthaltes in Dresden stellte Algarotti die Weichen für die Realisierung des größten verlegerischen Erfolges Walthers, die Herausgabe zweier autorisierter Ausgaben der Werke Voltaires. Zu den hervorragendsten Autoren des Waltherschen Verlages gehörten außer Voltaire und Winckelmann, mit welchen Walther in engster Verbindung und lebhaftem Schriftwechsel stand, auch Ewald von Kleist, Lafontaine, Beaumarchais, Petrarca, Goldoni, Locke, Swift u. v. m. 
Wohl als Anerkennung der Verdienste Walthers um diese Verlagsprojekte verlieh ihm der Landesherr am 9. August 1754 den Titel Kommerzienrat. Die Palette der Verlagserzeugnisse der Hofbuchhandlung war breit, wenngleich fremdsprachige Titel überwogen. 1765 erwarb er eine eigene Druckerei. In den siebziger Jahren des 18. Jahrhunderts wurde er, nachdem er in Prag und Warschau Filialen eröffnet hatte, der wichtigste Lieferant französischer Literatur im gesamten ostmitteleuropäischen Raum.
Georg Conrad Walther verstarb am 29. Januar 1778 in Dresden und wurde auf dem Johannisfriedhof beigesetzt. Seine erste Ehe mit Johanne Gottliebe Hesse († 1757), Tochter des Dresdner Hofposamentier- und Viertelmeisters Salomon Hesse, entstammten fünf Kinder. Aus der zweiten Ehe mit Christiane Charlotte, Tochter des Dresdner Rechtskonsulenten Reyher, gingen drei Söhne hervor. Bis 1808 führten die Söhne Georg Paul Walther und Georg Friedrich Walther die Hofbuchhandlung unter der Firma Gebrüder Walther weiter, während Conrad Salomon Walther aus erster Ehe, als Besitzer einer Buchdruckerei, im Jahre 1766 zum kurfürstlichen Hofbuchdrucker ernannt wurde. Sein Unternehmen ging im Jahre 1815 an L. H. Ramming über.
Georg Friedrich Walther überließ das Geschäft, nachdem sein Bruder Georg Paul verstorben war, seinem einzigen Sohn Georg Moritz Walther, als Senator Walther bekannt durch seine vielseitige und umsichtige Tätigkeit für das Gemeinwohl der Stadt Dresden. Im Jahr 1824 verkaufte er die Walthersche Druckerei an Christian Leberecht Fürchtegott Ramming und die Hofbuchhandlung an Johann Gottlieb Wagner und dessen Schwager Simon Traugott Bromme.

## Ehrungen
- 1754 Ernennung zum Kommerzienrat.